# Wilhelm Stolz
Friedrich Wilhelm Reinhard Stolz (* 21. Juni 1860 in Eiserfeld; † 31. Mai 1954 in Wuppertal) war ein deutscher Unternehmer und Erfinder.

## Leben

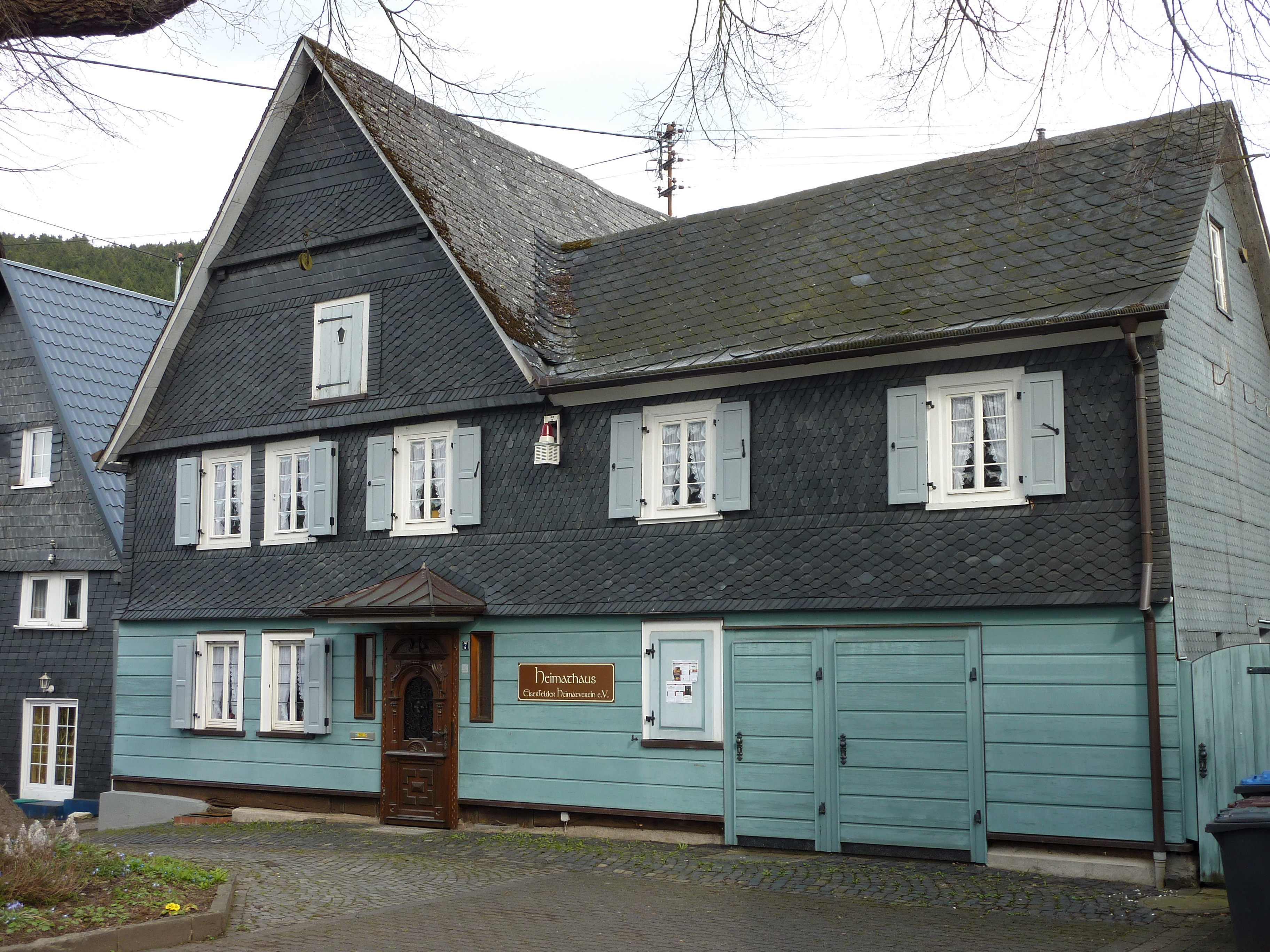
Das Heimathaus in Eiserfeld, Geburtshaus von Wilhelm Stolz

Wilhelm Stolz wuchs als Sohn von Friedrich Stolz und Sophie Catherine Baumgarten im Haus des heutigen Heimatmuseums von Eiserfeld auf. Sein Vater war Bergmann im Erzbergbau und Gewerke (Anteilsbesitzer am Reinhold-Forster-Erbstollen) und hinterließ seinen Söhnen und dem Stiefsohn Karl Hartmann ein beträchtliches Vermögen. 1892 erwarben die Gebrüder Stolz das Hammerwerk „Alter Hammer“ in Eiserfeld und errichteten darin ein Walzwerk.
Aus erster Ehe mit Marie-Caroline Weiss gingen fünf Kinder hervor; nach ihrem Tode heiratete Stolz Pauline Brockhaus, eine Tochter von Carl Brockhaus, und hatte mit ihr nochmals fünf Kinder. Im Jahre 1898 baute er eine Villa zwischen den beiden Standorten Walzwerk und Erzbergwerk. Heute ist sie der Stammsitz der Firma Vetter Fördertechnik.
Geistlich aufgewachsen in der Siegerländer pietistischen Gemeinschaftsbewegung, kam Stolz später in Kontakt mit der Brüderbewegung. Wegen seiner Umgehung des Versammlungsverbots von 1937 wurde er inhaftiert, aber mit Rücksicht auf sein hohes Alter später wieder freigelassen. Durch Wirtschaftskrisen und Weltkriege ging ein großes Vermögen zugrunde, Stolz starb verarmt.

## Leistungen
Der Ideenreichtum von Wilhelm Stolz führte zu mehreren kleineren patentierten Erfindungen, die aber von ihm wirtschaftlich nicht richtig vermarktet wurden. Beispiele dafür sind:
- ein Verfahren zum maschinellen Walzen von Hufnägeln
- eine Schlossfalle als zusätzliche Sicherung von Kraftfahrzeugtüren
- ein „Eisenscheinfreier“ Hammer durch Entwicklung einer eisenbezugsscheinfreien Legierung